# Karur
Karur é uma cidade e sede da administração do distrito de Karur, no estado indiano de Tamil Nadu.